# Timmerman
Denna artikel handlar om yrket; för skalbaggen se Större timmerman.

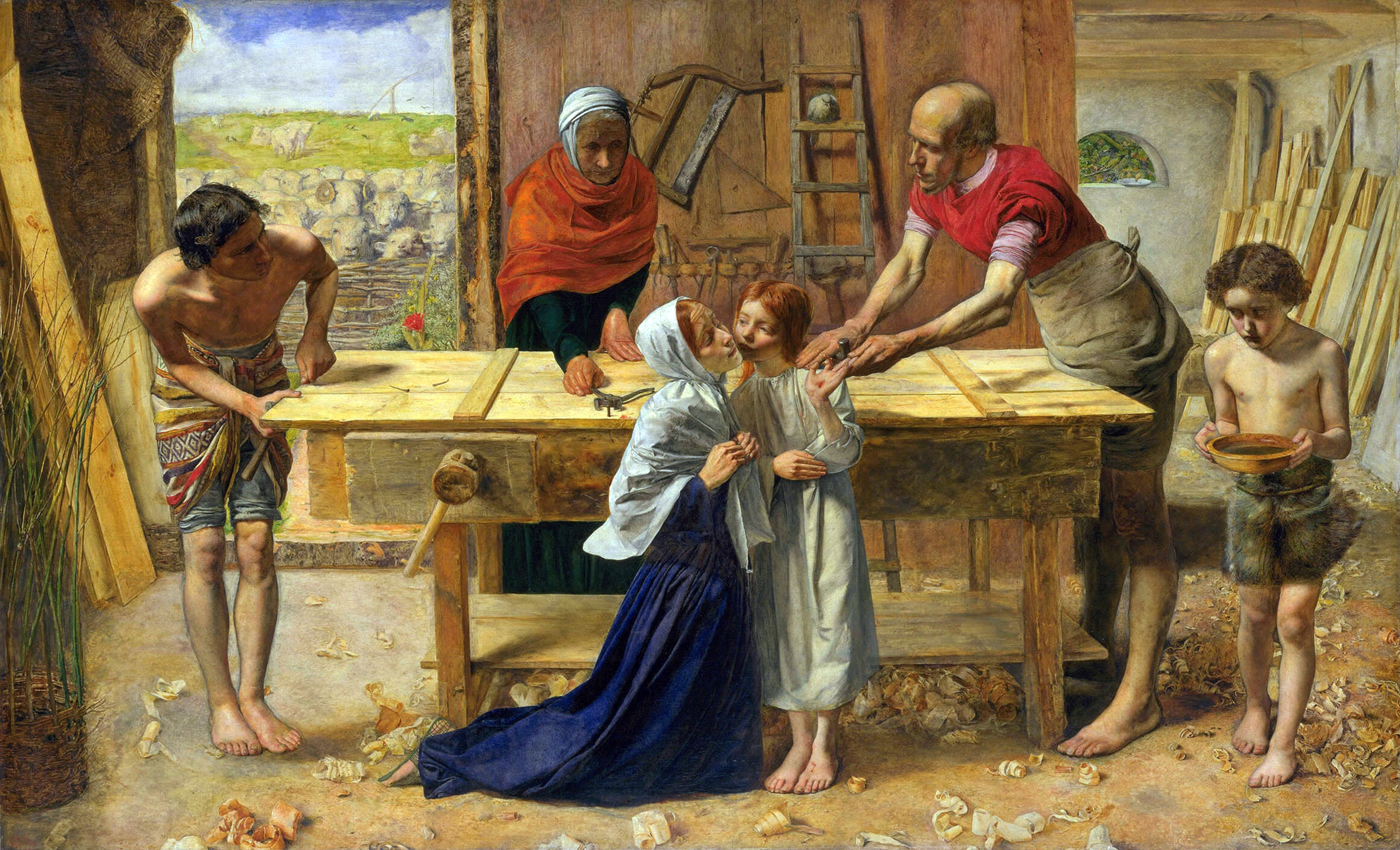
Jesus hemma hos sina föräldrar (en timmermans verkstad). Målning av John Everett Millais från 1850.

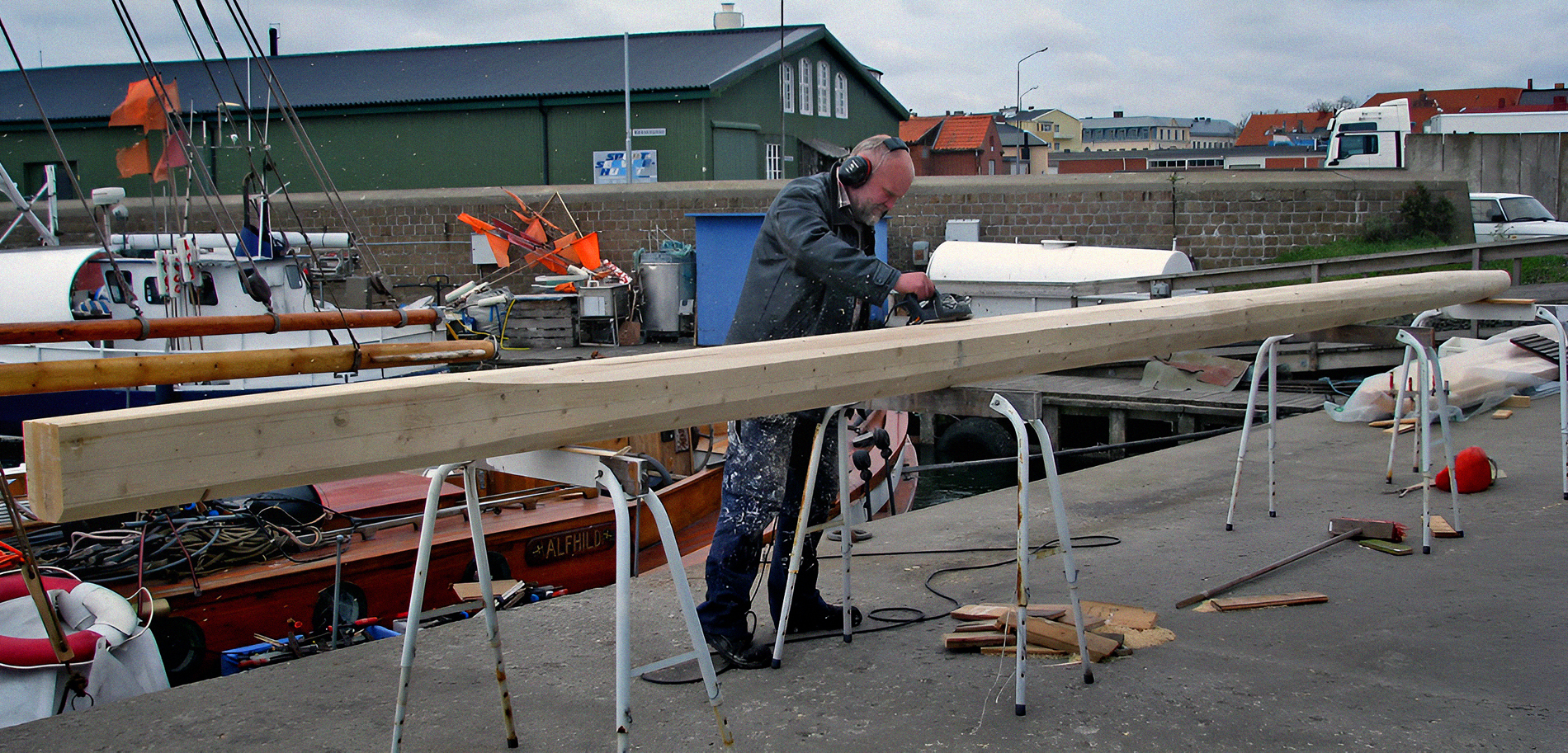
En timmerman hyvlar en mast rund i Ystads Småbåtshamn 2010.

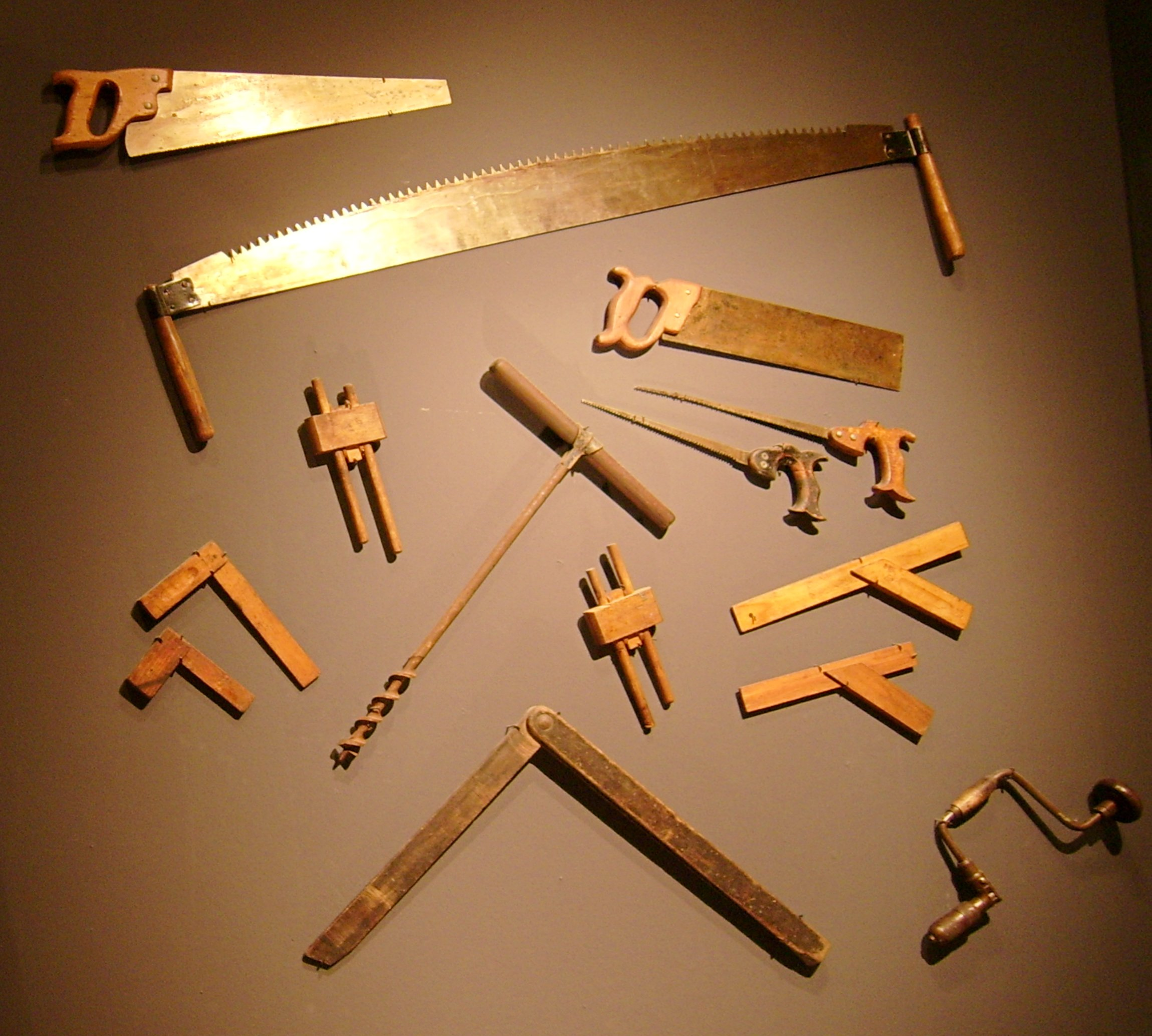
Äldre verktyg för timmermän

En timmerman är en hantverkare som utför grövre träarbeten, till exempel vid husbyggen. Timmermän för byggnader respektive skepp använder olika typer av verktyg för de olika behoven i yrkesutövningen. Under skråväsendets tid fanns varierande avgränsningar mellan timmerman och snickare. Reglerna kunde exempelvis stadga att timmermannens huvudverktyg var bila medan snickarens var hyvel eller att timmermannen inte använde lim.
Ordet timmerman kan härledas till Zimbermann som var ett ord i högtyskan, sammansatt av Zimber med betydelsen trä (timmer) och man, det vill säga den som arbetade med trä.

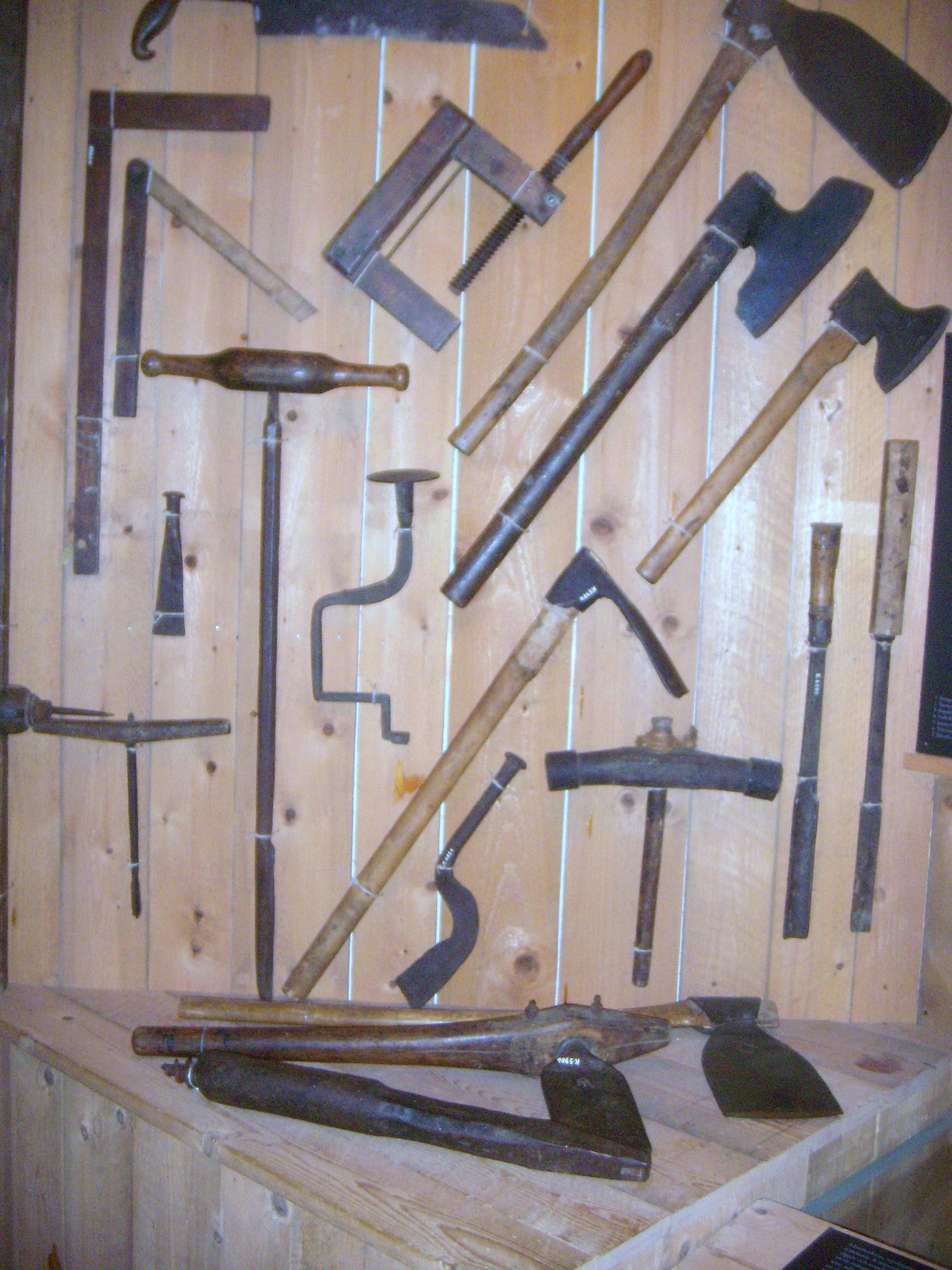
Skeppstimmermannens verktyg

## Skeppstimmerman
En skeppstimmermans arbete består av att bygga och underhålla träfartyg på ett skeppsvarv. Skeppstimmermannens verktyg är i grunden stort desamma som en timmermans när det gäller yxor samt sågar. För skepp behövs olika verktyg för att driva den färdiga bordläggningen, däck med mera.  Fartyg har haft en eller flera timmermän ombord vid sjöresor beroende på storlek av fartyg. Även senare efter segelfartygens tid har det funnits skeppstimmermän ombord för allmänt underhåll.